# Первомайский (Плесецкий район)
Первомайский — посёлок в Плесецком районе Архангельской области. Входит в муниципальное образование «Обозерское».

## География
Посёлок Первомайский расположен на севере Плесецкого муниципального района, там, где река Большая Кяма (бассейн Северной Двины) пересекает Северную железную дорогу. 
Находится на линии Беломорск — Обозерская (на северо-западе находятся станции Большая Кяма и Мошное, на юго-востоке — станции Урамец (Швакино) и Обозерская). 
От Первомайского до Архангельска — 153 км (по железной дороге), до райцентра Плесецк — 102 км.

## История
Рабочее движение на участке Обозерская — Кодино открылось в 1939 году. В 1941 году на линии Сорокская — Обозерская было открыто сквозное рабочее движение. Дорога строилась заключёнными «Сорокалага» (подразделения ГУЛЖДС НКВД СССР). В 40 — 50-х годах XX века в Первомайском находился лагерь заключённых «Малая Кяма». Теперь линия Вологда – Коноша – Обозёрская – Малошуйка – Маленьга – Беломорск и далее на Мурманск полностью электрифицирована на переменном токе напряжением 25 кВ и является частью грузового экспортного коридора из России в Финляндию. Со стороны Вологды до станции Обозёрская линия двухпутная. От Обозерской, через Первомайский, до Беломорска — однопутная.

## Население
| 2002 | 2010 | 2012 |
| ---- | ---- | ---- |
| 185  | ↘123 | →123 |

### Карты
- Первомайский на карте Wikimapia Архивировано 25 августа 2011 года.
- [web.archive.org/web/20030422061555/mapp37.narod.ru/map1/p37021022.html Карта-километровка. P-37-21,22 (Лист Обозерский)]
- Первомайский. Публичная кадастровая карта